# Distretto di Locarno
Il distretto di Locarno (chiamato anche Locarnese) è un distretto del Canton Ticino, in Svizzera. Confina con i distretti di Vallemaggia a nord-ovest, di Leventina a nord-est, di Bellinzona e di Riviera a est, di Lugano a sud-est e con l'Italia (Provincia di Varese in Lombardia e Provincia del Verbano-Cusio-Ossola in Piemonte) a sud-ovest. Il capoluogo è Locarno. Comprende la parte più settentrionale del Lago Maggiore.

## Geografia fisica
Il distretto di Locarno è il secondo distretto per superficie (dopo il distretto di Vallemaggia) e per popolazione (dopo il distretto di Lugano) del Canton Ticino.
La massima elevazione del distretto è il Pizzo Barone (2864 m). Altre cime comprendono il Madone Grosso (2741 m), il monte Zucchero (2736 m), il Pizzo di Mezzodì (2708 m) ed il Pizzo Medaro (2551 m).
I fiumi principali sono il Ticino, la Verzasca, la Maggia e il Giona, immissari del lago Maggiore, il Melezza, l'Isorno ed il Ribo, tributari del Maggia.
Il distretto comprende le valli Verzasca, Centovalli, Onsernone e di Vergeletto.
Fanno parte del distretto anche le isole di Brissago, nel lago Maggiore.

## Storia
Il 22 luglio 1754 a Luino venne firmato il regolamento per i confini del baliaggio di Locarno.

## Infrastrutture e trasporti

### Aeroporti
L'aeroporto cantonale di Locarno, il più importante tra i 44 aerodromi della Confederazione non aperti al regolare traffico di linea..

### Strade
La strada principale 13 attraversa il territorio del distretto da Cugnasco a Brissago.

### Ferrovie
Il territorio del distretto è servito dalle linee ferroviarie Bellinzona-Locarno e Cadenazzo-Luino delle Ferrovie Federali Svizzere, e dalla linea Domodossola-Locarno, gestita dalla FART.

### Navigazione
Vi sono servizi di navigazione sul Lago Maggiore, con servizi tra Locarno e Tenero, Magadino, Vira, San Nazzaro, Ascona, Gerra, Ranzo, le Isole di Brissago, Porto Ronco, Brissago e l'Italia (Luino, Stresa e Arona).

### Valichi di frontiera
Esistono 4 valichi di frontiera tra il distretto di Locarno e l'Italia. Partendo da sud in senso orario si ha:
- Indemini/Biegno
- Dirinella/Confine di Stato di Zenna
- Madonna di Ponte/Confine di Stato di Piaggio Valmara
- Camedo/Confine di Stato di Ponte Ribellasca

## Località sciistiche
- Alpe di Neggia (Gambarogno)
- Cardada-Cimetta (Orselina)

## Geografia antropica

### Suddivisioni amministrative

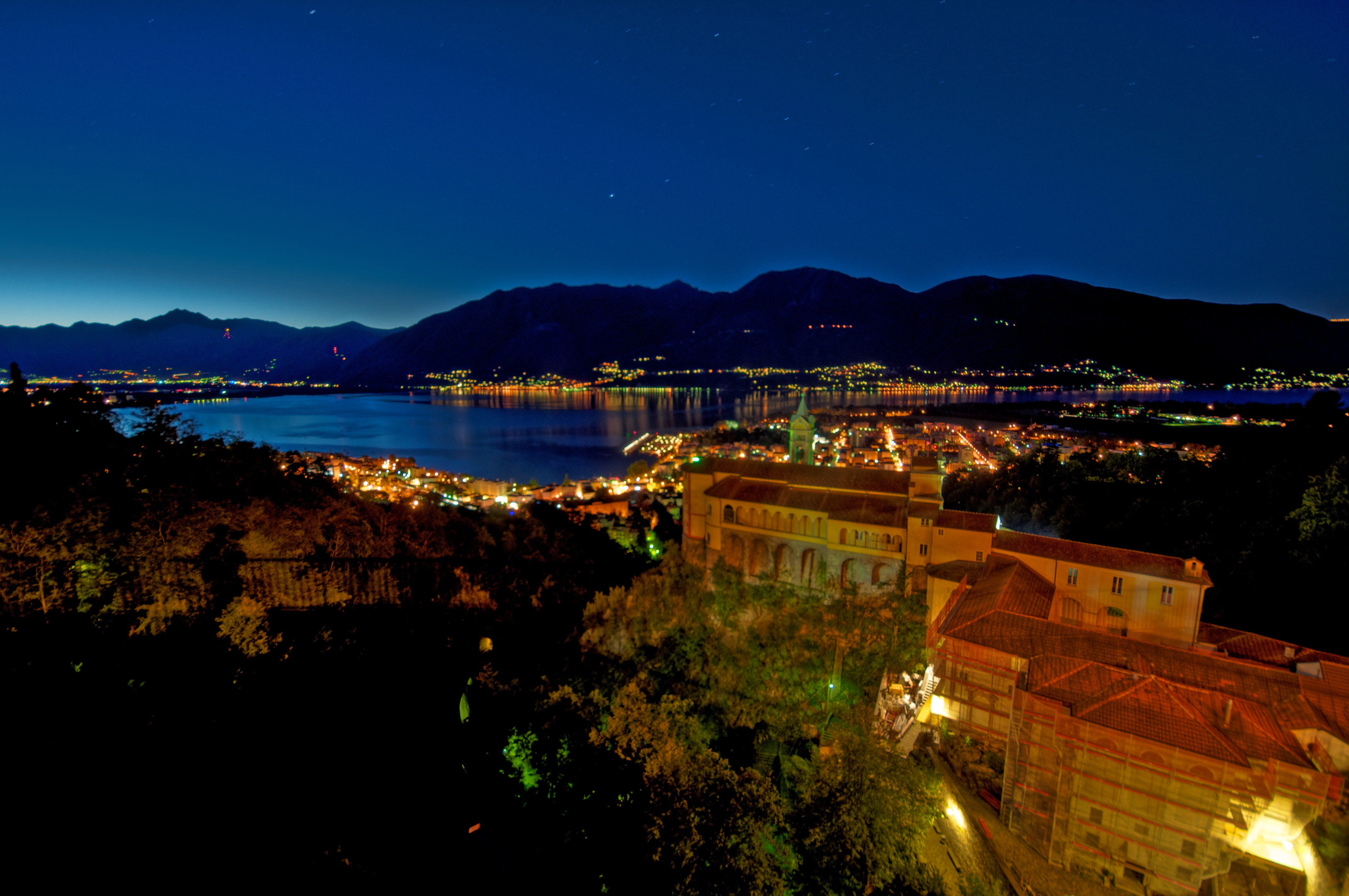
Madonna del Sasso, Orselina

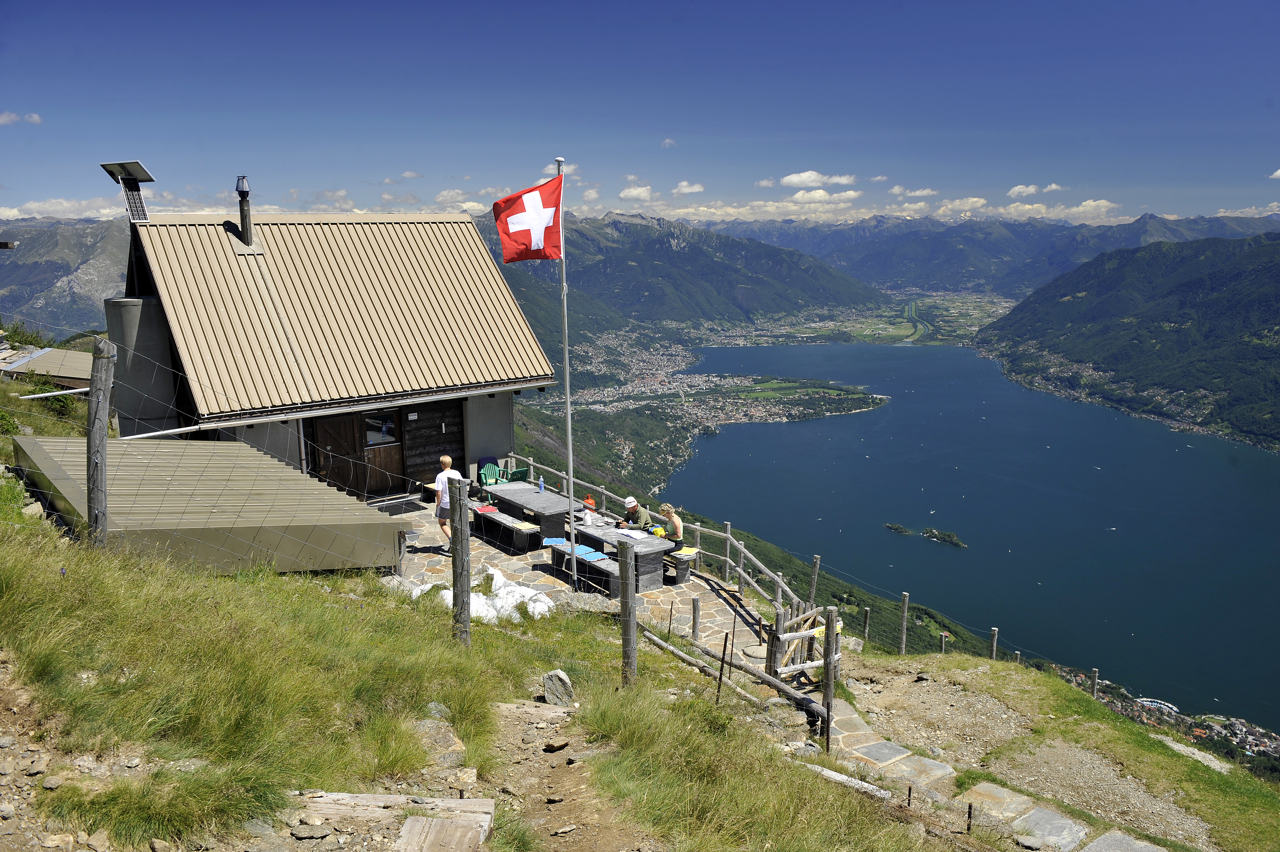
Rifugio Al Legn, Brissago

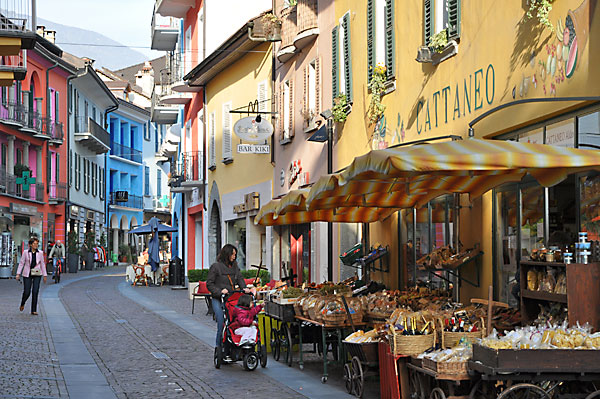
Via Borgo, Ascona

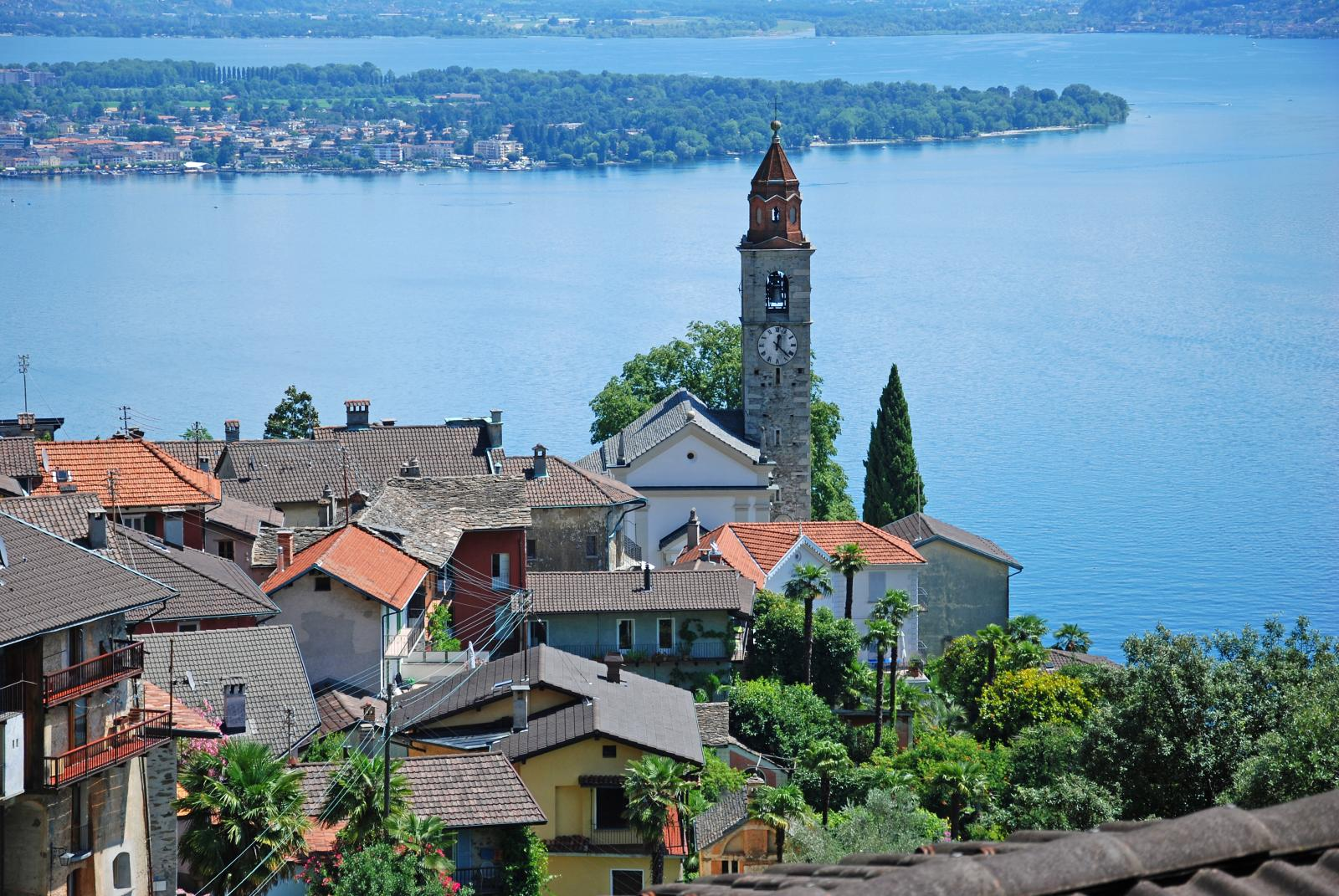
Ronco sopra Ascona

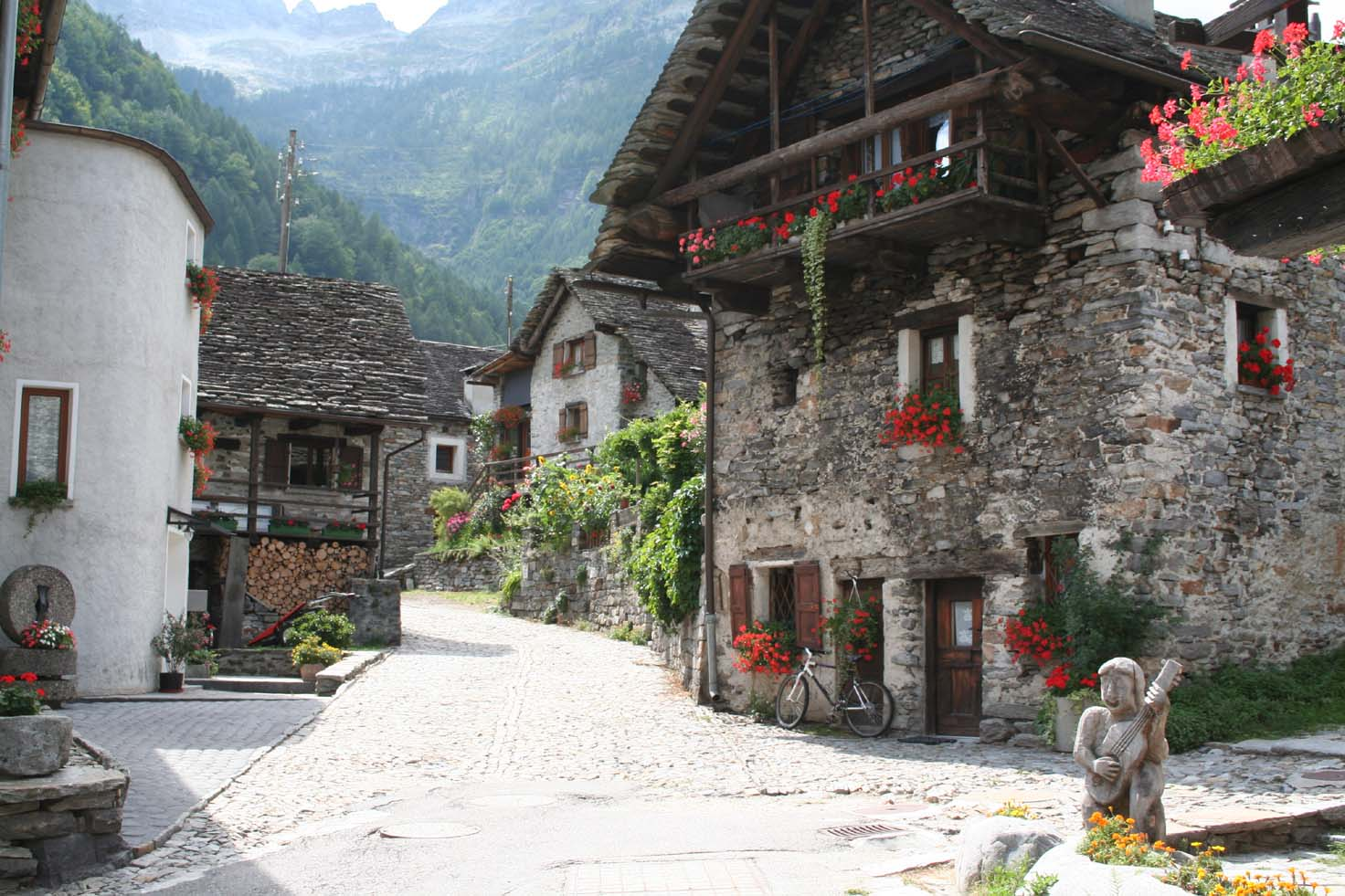
Sonogno

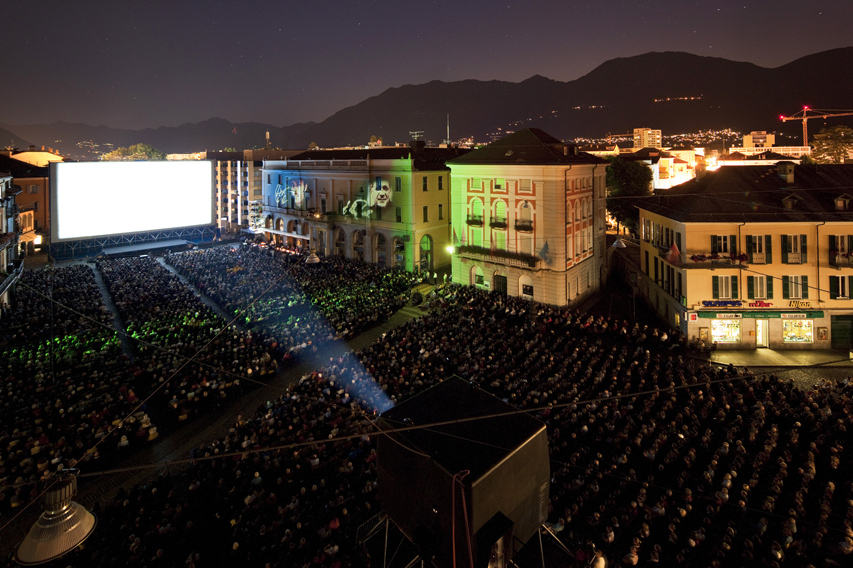
Piazza Grande, Locarno

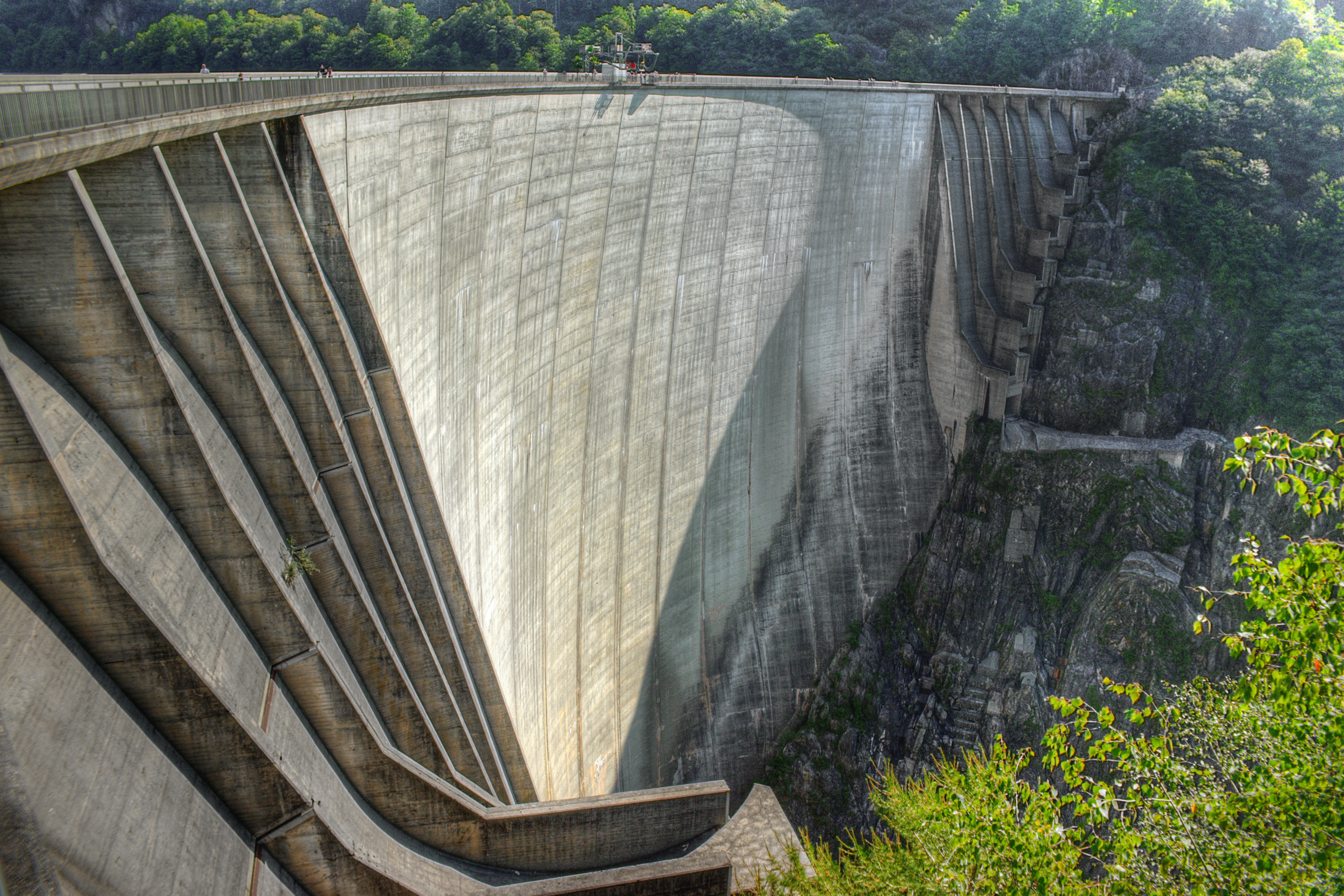
Diga della Verzasca a Tenero-Contra

Il distretto di Locarno è diviso in 7 circoli e 19 comuni:
| Circolo del Gambarogno | Circolo del Gambarogno | Circolo del Gambarogno | Circolo del Gambarogno |
| Stemma                 | Nome del comune        | Abitanti 31-12-2016    | Superficie in km²      |
| ---------------------- | ---------------------- | ---------------------- | ---------------------- |
| Gambarogno             | Gambarogno             | 5154                   | 51,8                   |

| Circolo delle Isole | Circolo delle Isole | Circolo delle Isole | Circolo delle Isole |
| Stemma              | Nome del comune     | Abitanti 31-12-2016 | Superficie in km²   |
| ------------------- | ------------------- | ------------------- | ------------------- |
| Ascona              | Ascona              | 5515                | 5,0                 |
| Brissago            | Brissago            | 1773                | 17,8                |
| Losone              | Losone              | 6612                | 9,5                 |
| Ronco sopra Ascona  | Ronco sopra Ascona  | 603                 | 5,0                 |

| Circolo di Locarno | Circolo di Locarno | Circolo di Locarno  | Circolo di Locarno |
| Stemma             | Nome del comune    | Abitanti 31-12-2016 | Superficie in km²  |
| ------------------ | ------------------ | ------------------- | ------------------ |
| Locarno            | Locarno            | 16122               | 19,3               |
| Muralto            | Muralto            | 2686                | 0,6                |
| Orselina           | Orselina           | 767                 | 1,9                |

| Circolo della Melezza | Circolo della Melezza | Circolo della Melezza | Circolo della Melezza |
| Stemma                | Nome del comune       | Abitanti 31-12-2016   | Superficie in km²     |
| --------------------- | --------------------- | --------------------- | --------------------- |
| Centovalli            | Centovalli            | 1183                  | 51,4                  |
| Terre di Pedemonte    | Terre di Pedemonte    | 2608                  | 11,5                  |

| Circolo della Navegna | Circolo della Navegna | Circolo della Navegna | Circolo della Navegna |
| Stemma                | Nome del comune       | Abitanti 31-12-2016   | Superficie in km²     |
| --------------------- | --------------------- | --------------------- | --------------------- |
| Brione sopra Minusio  | Brione sopra Minusio  | 495                   | 3,8                   |
| Gordola               | Gordola               | 4568                  | 7,0                   |
| Mergoscia             | Mergoscia             | 216                   | 12,1                  |
| Minusio               | Minusio               | 7268                  | 5,8                   |
| Tenero-Contra         | Tenero-Contra         | 3040                  | 3,7                   |

| Circolo d'Onsernone | Circolo d'Onsernone | Circolo d'Onsernone | Circolo d'Onsernone |
| Stemma              | Nome del comune     | Abitanti 31-12-2016 | Superficie in km²   |
| ------------------- | ------------------- | ------------------- | ------------------- |
| Onsernone           | Onsernone           | 698                 | 107,5               |

| Circolo della Verzasca | Circolo della Verzasca | Circolo della Verzasca | Circolo della Verzasca |
| Stemma                 | Nome del comune        | Abitanti 31-12-2016    | Superficie in km²      |
| ---------------------- | ---------------------- | ---------------------- | ---------------------- |
| Cugnasco-Gerra         | Cugnasco-Gerra         | 2861                   | 18,2                   |
| Lavertezzo             | Lavertezzo             | 1318                   | 0.9                    |
|                        | Verzasca               | 855                    | 216,84                 |

## Variazioni amministrative dal 1803

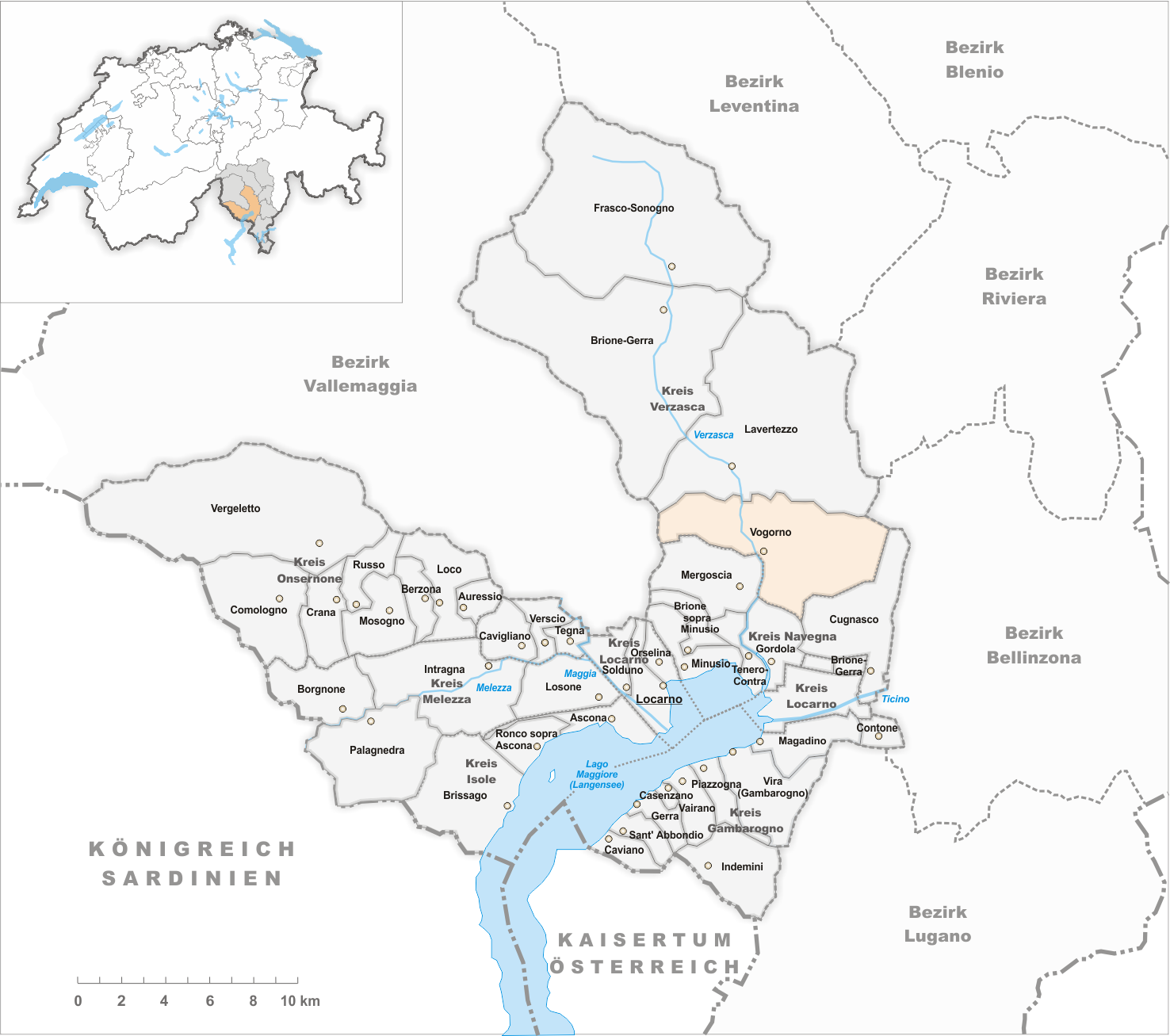
Comuni fino al 1821
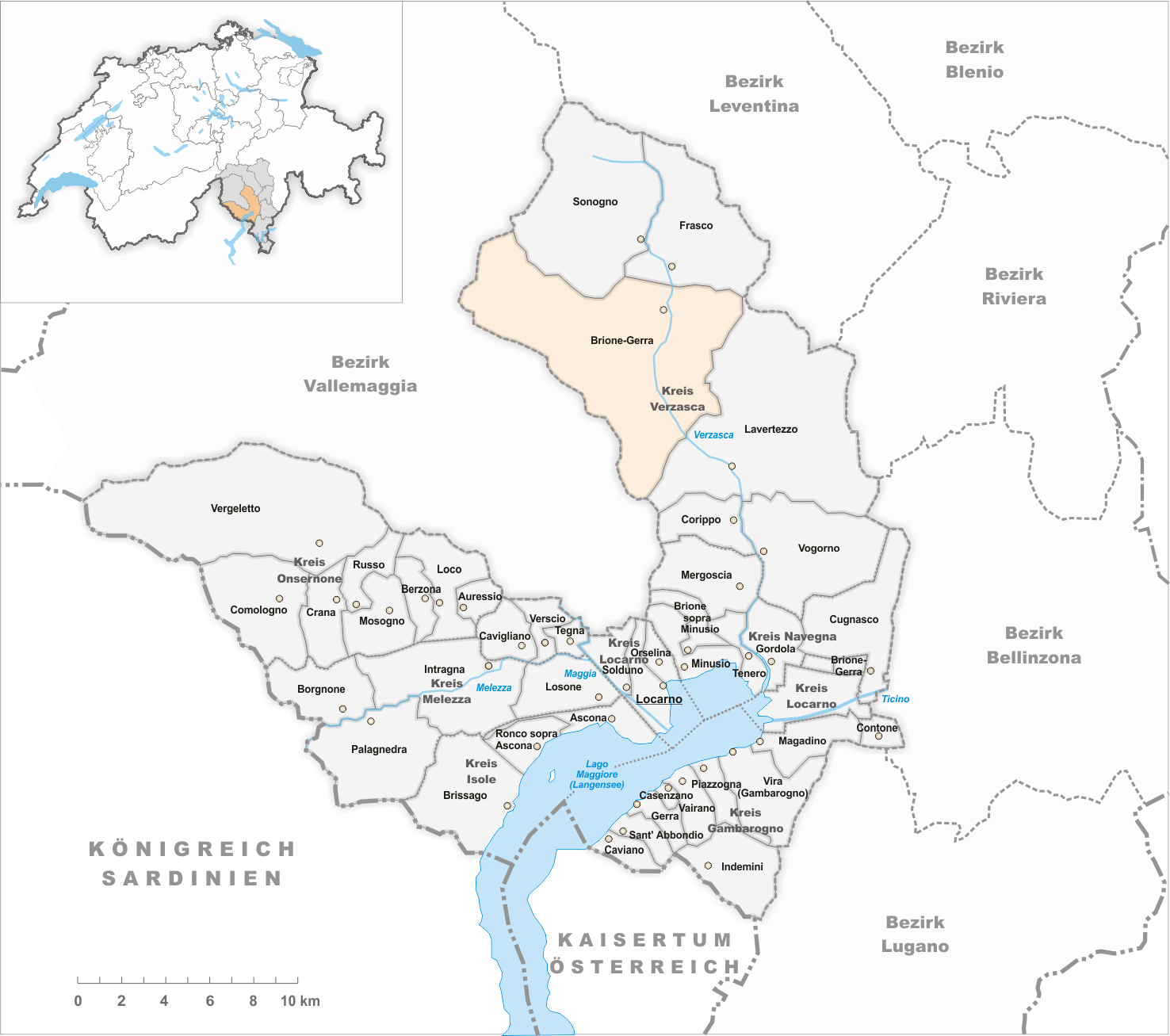
Comuni fino al 1851
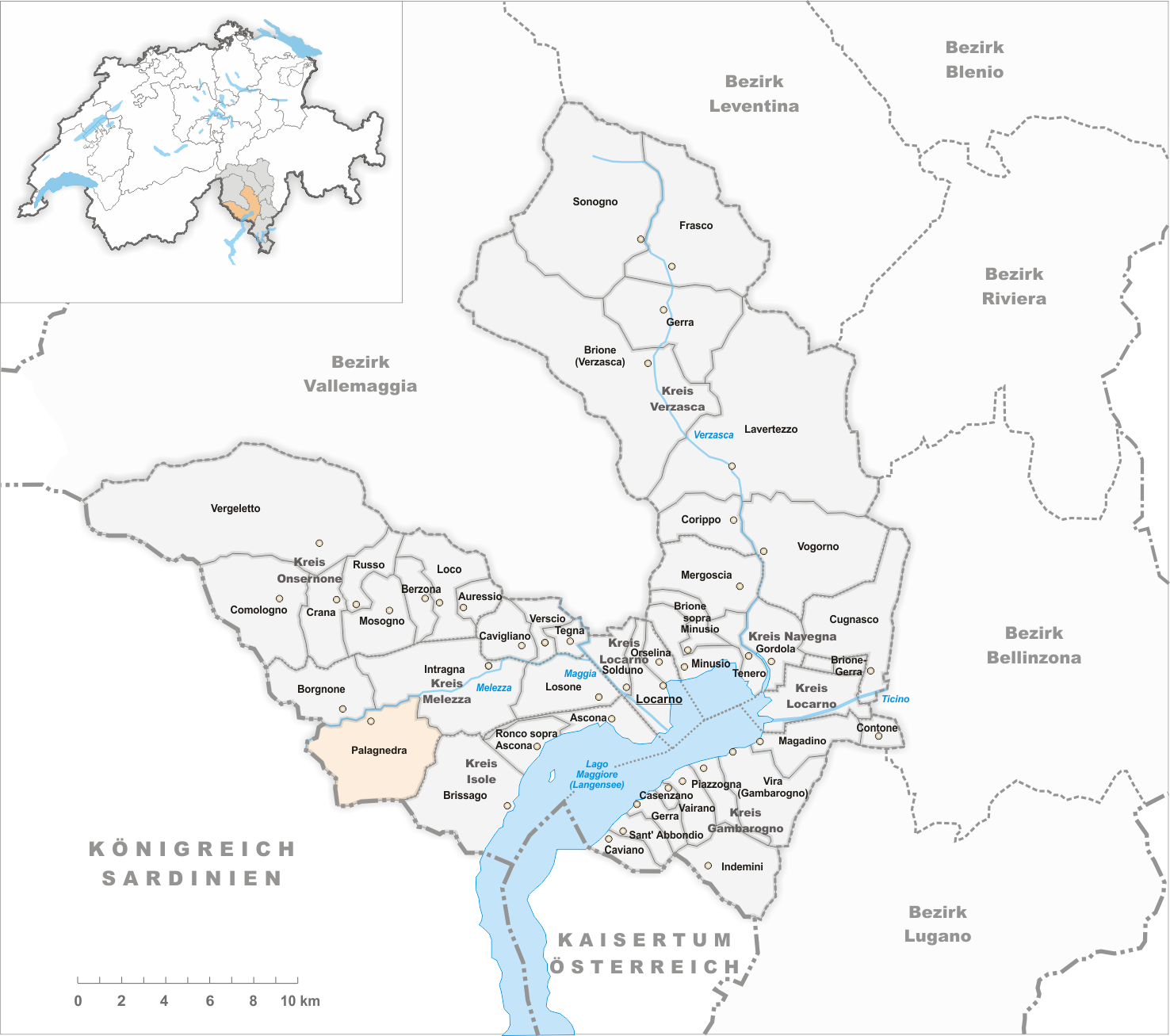
Comuni fino al 1863
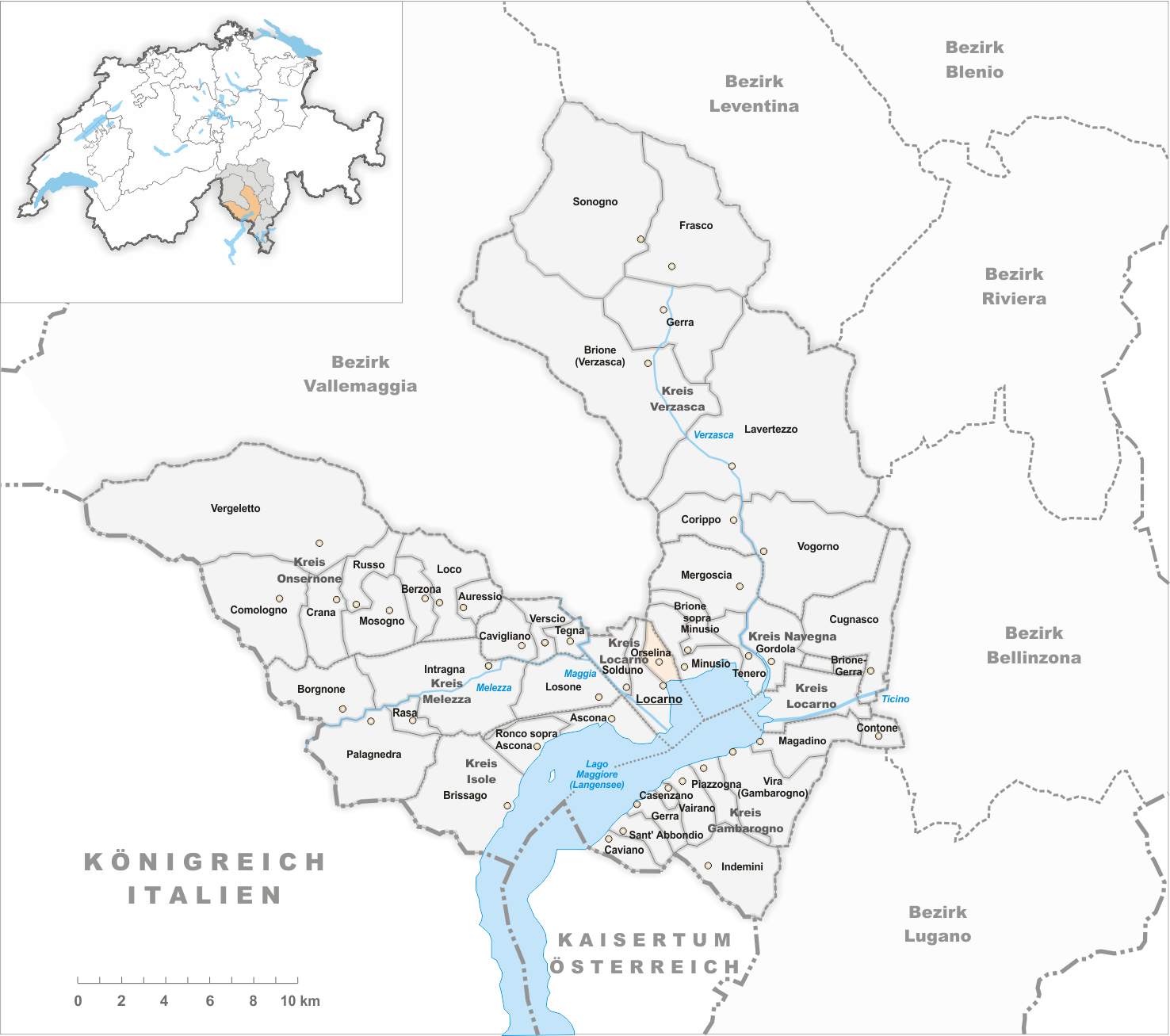
Comuni fino al 1880
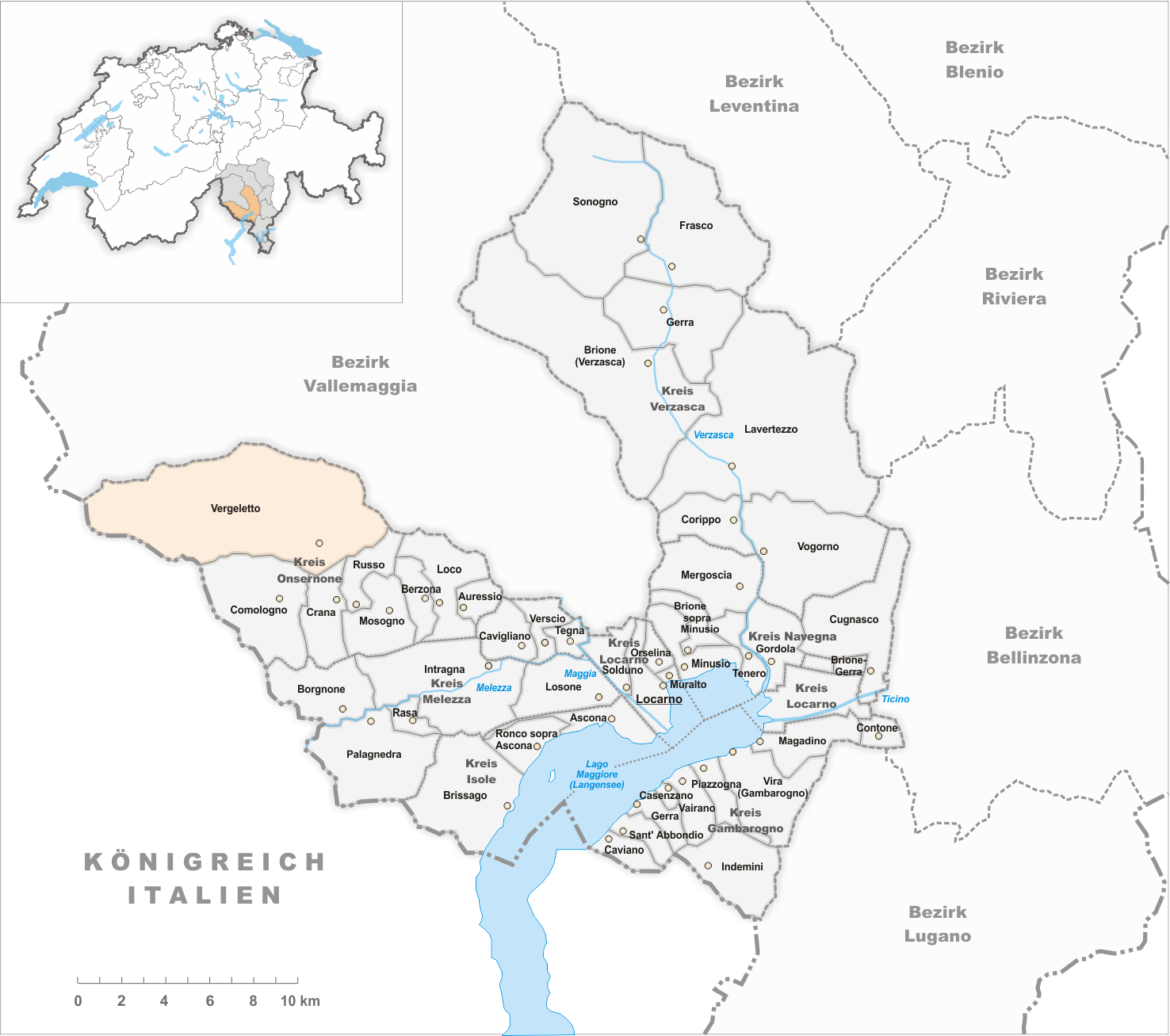
Comuni fino al 1881
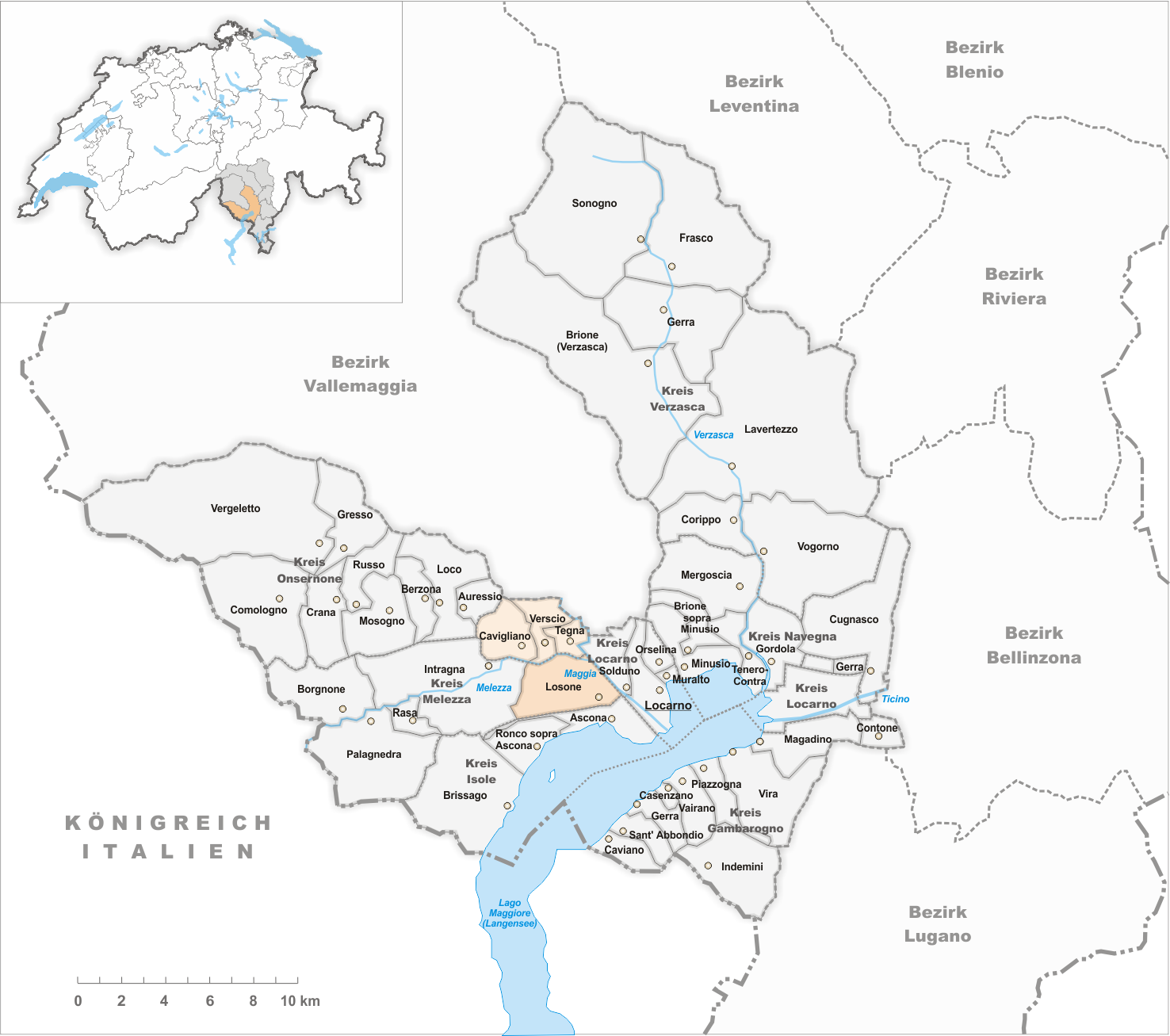
Comuni fino al 1904
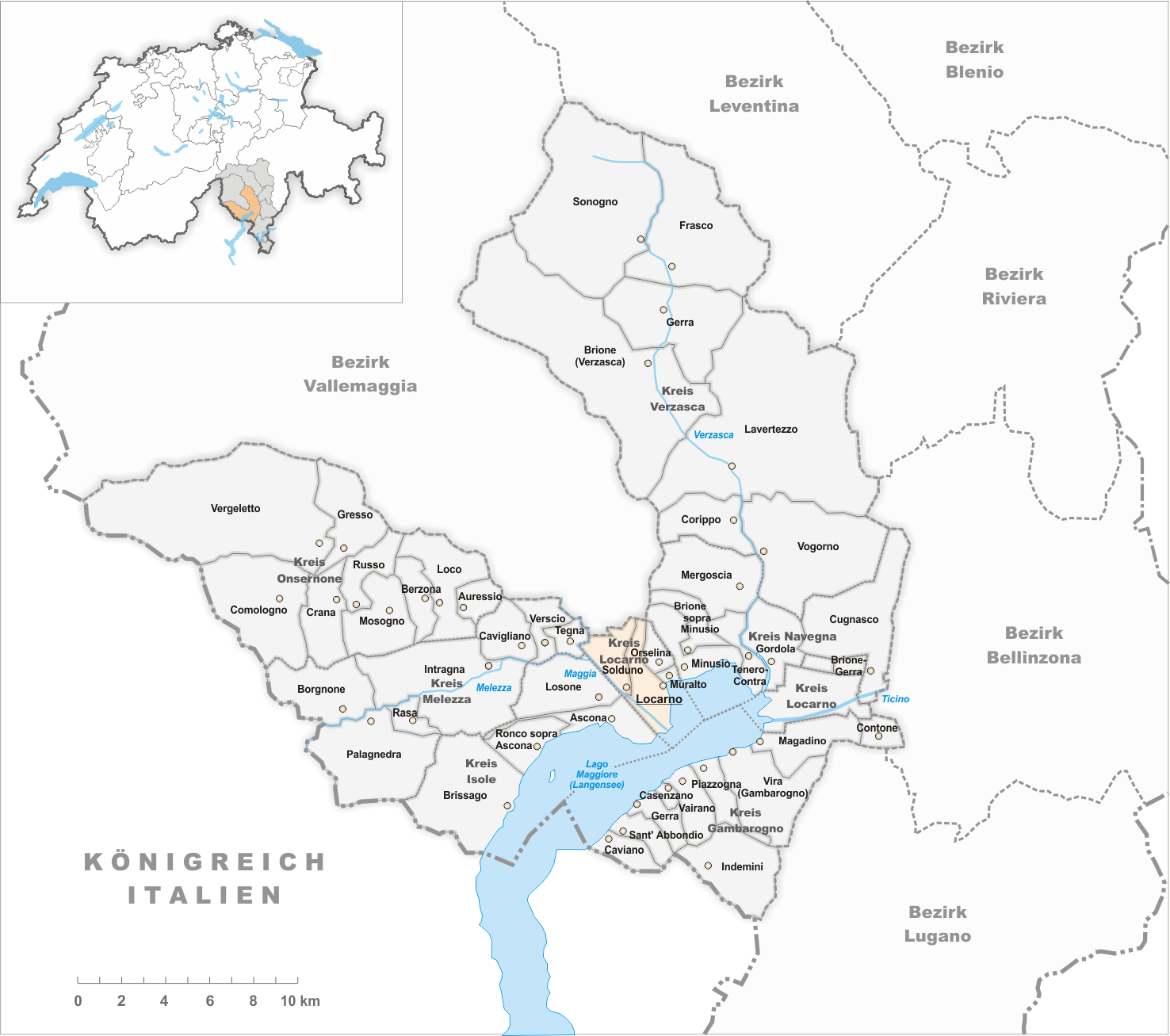
Comuni fino al 1928
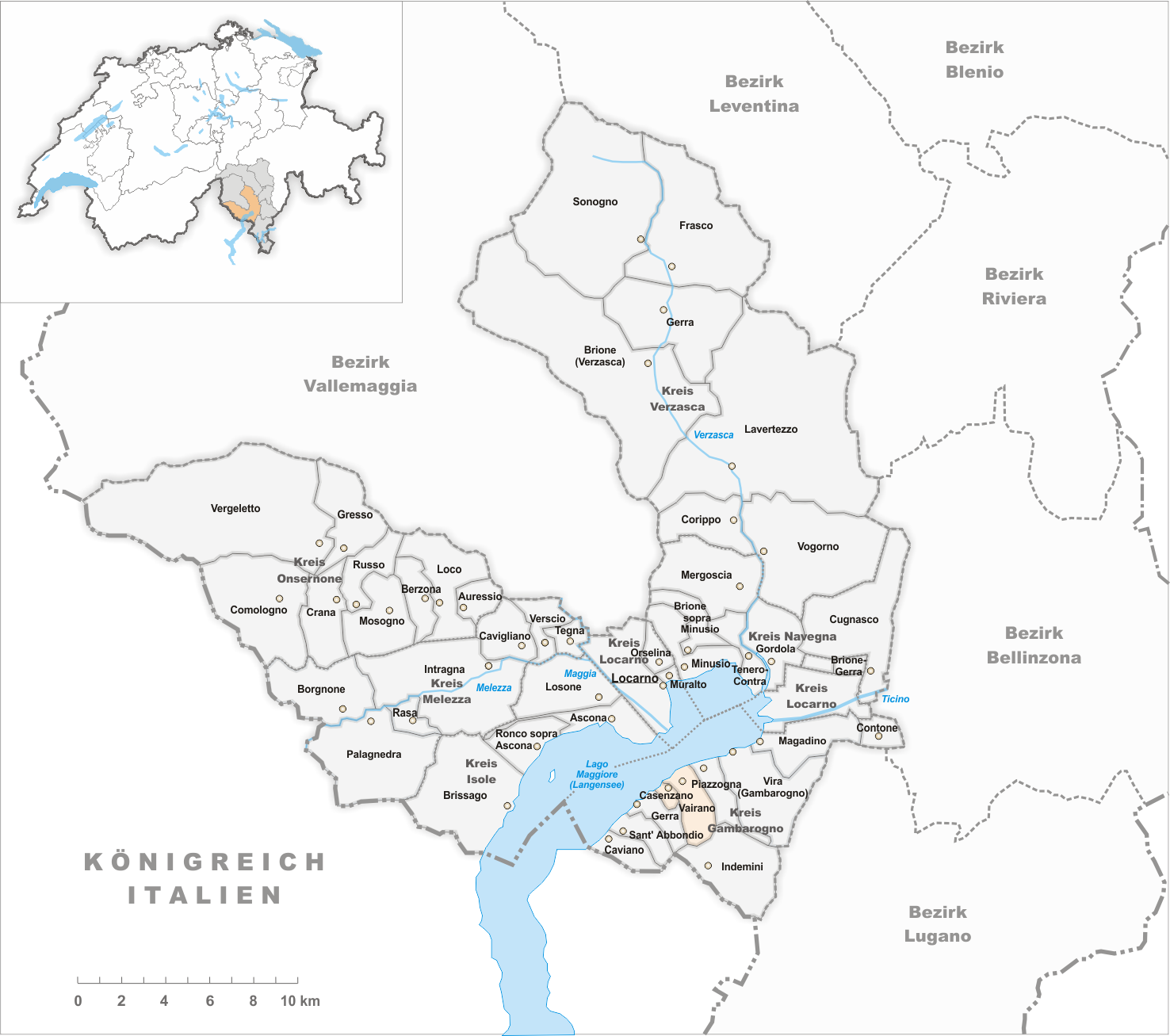
Comuni fino al 1929
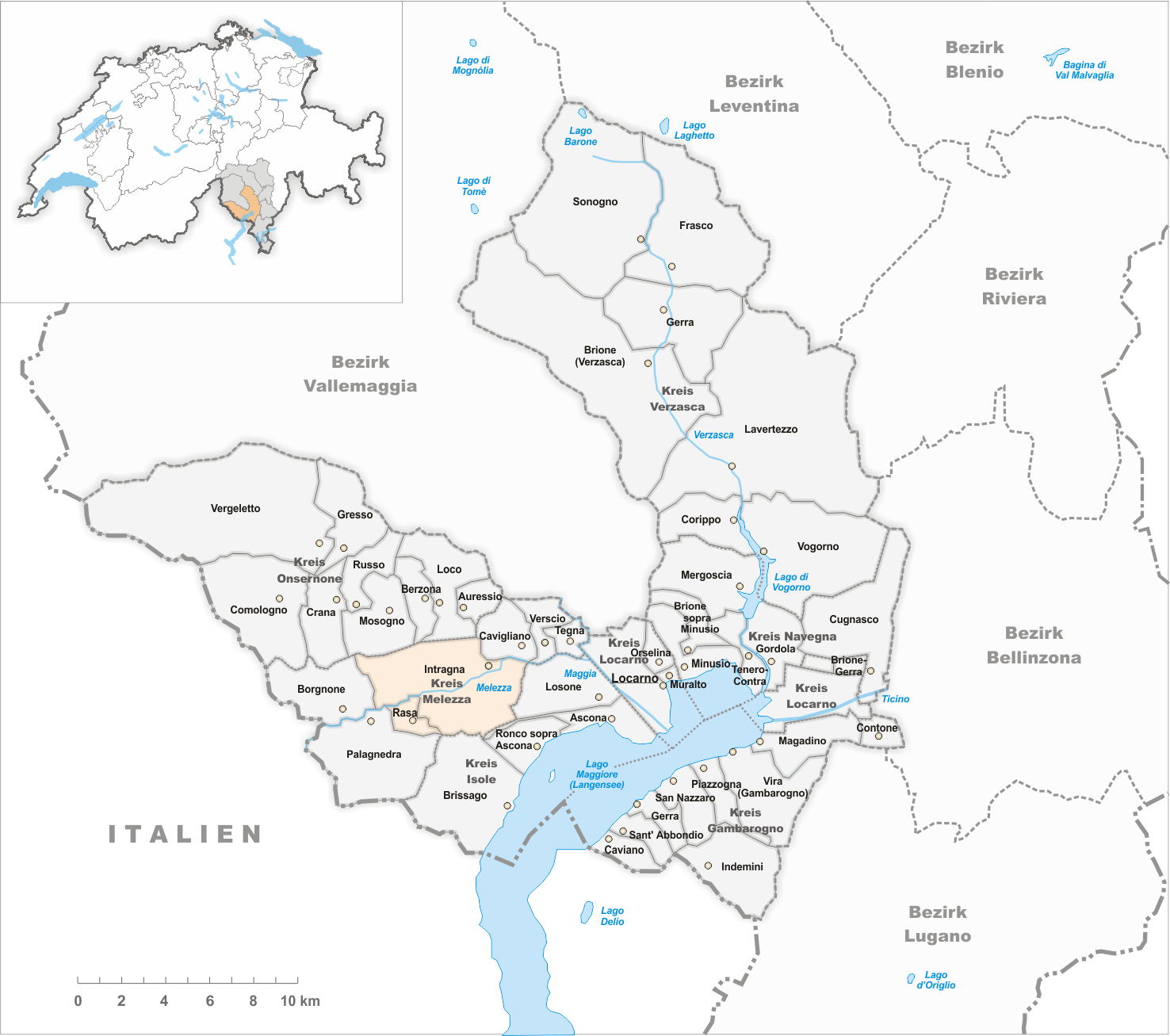
Comuni fino al 1971
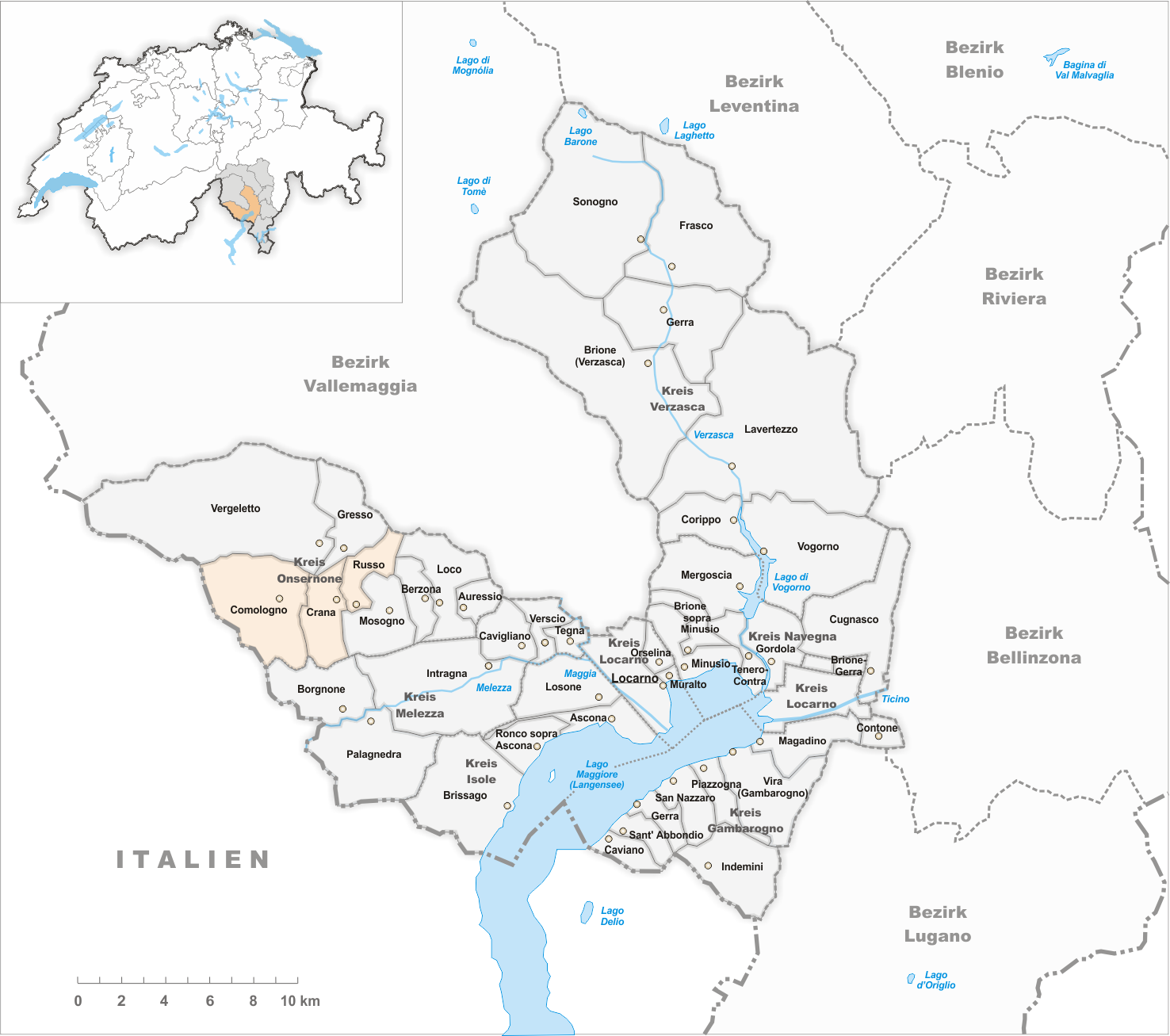
Comuni fino al 1994
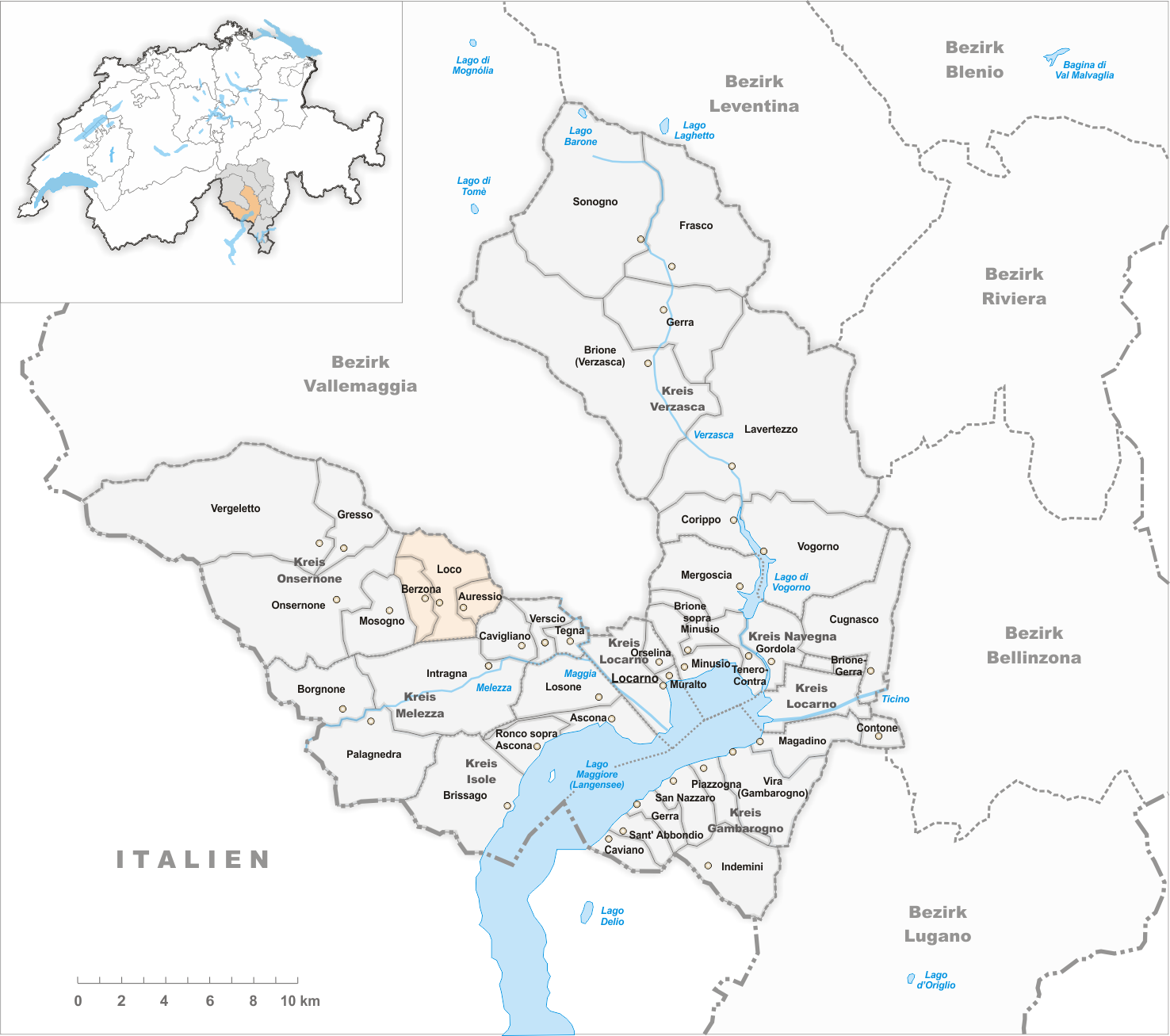
Comuni fino al 2001
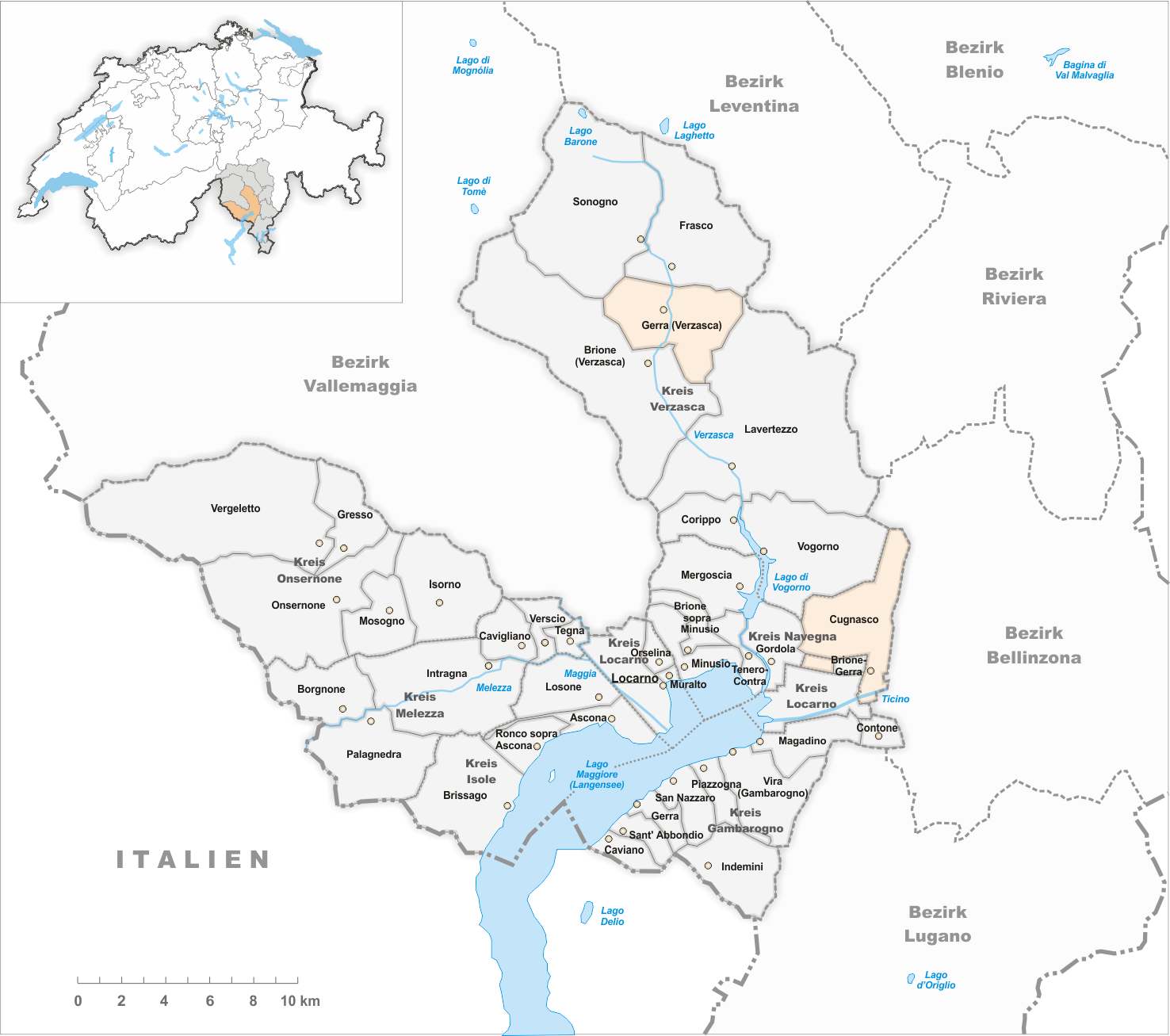
Comuni fino al 2008
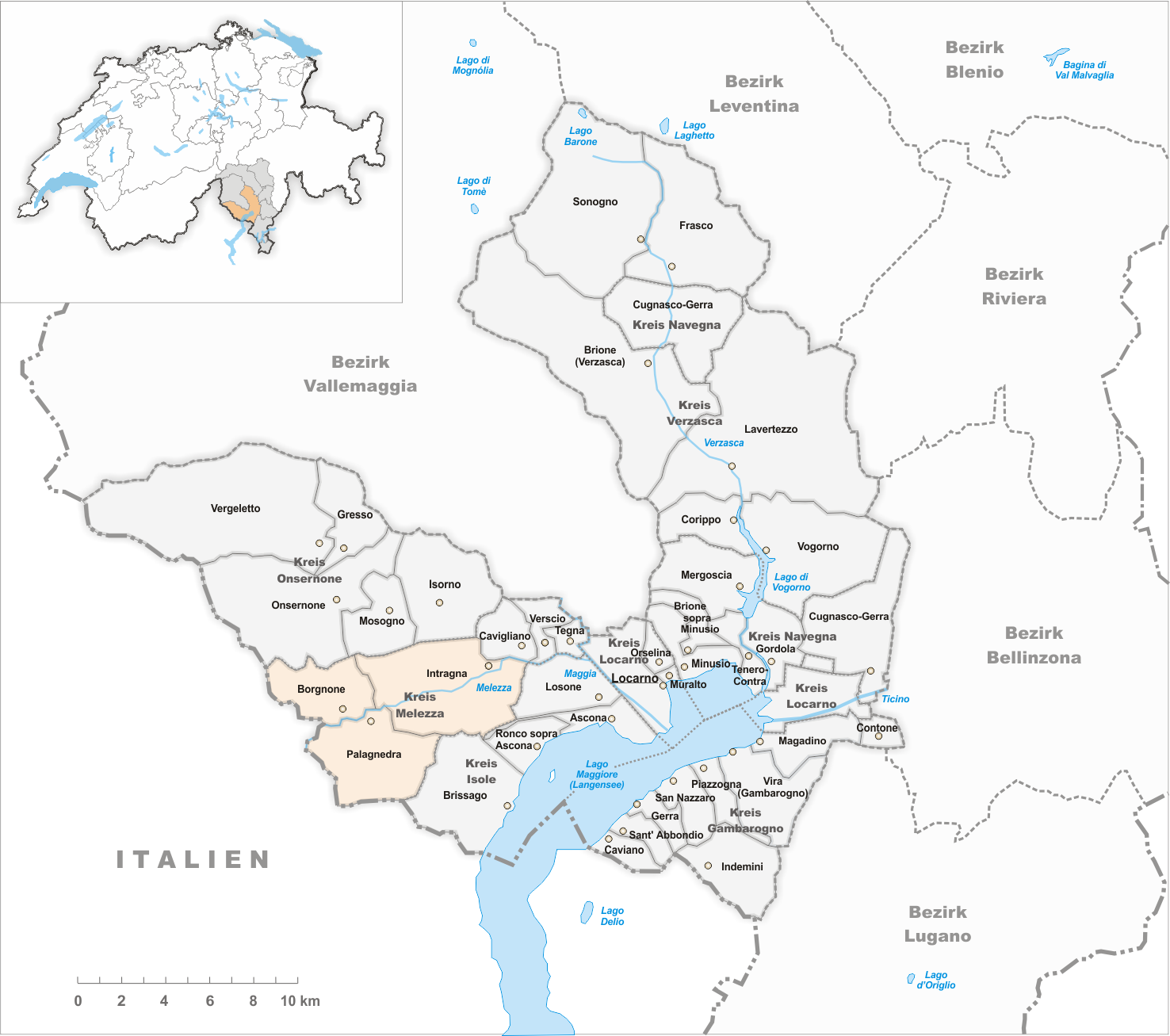
Comuni fino al 2009
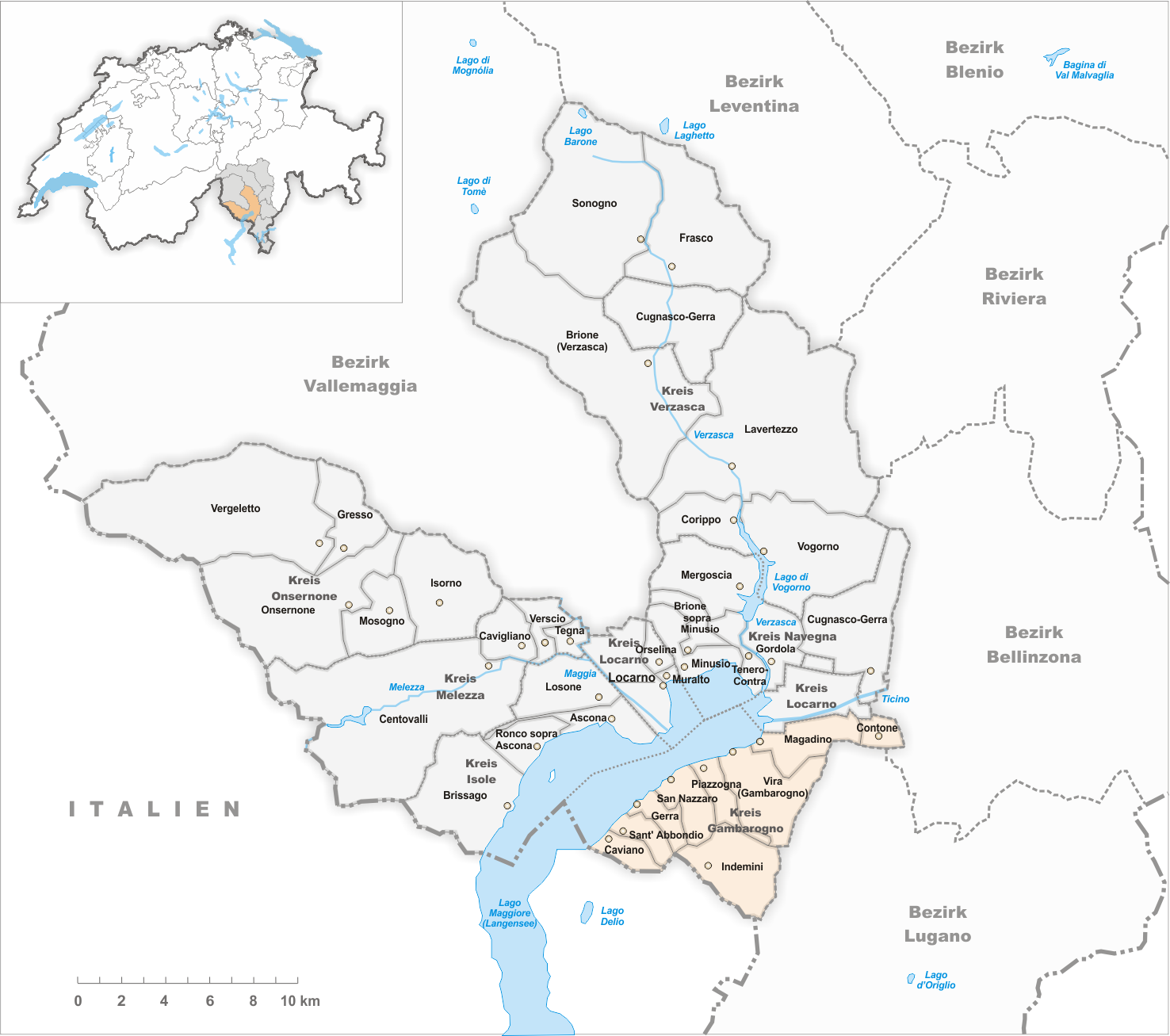
Comuni fino al 2010
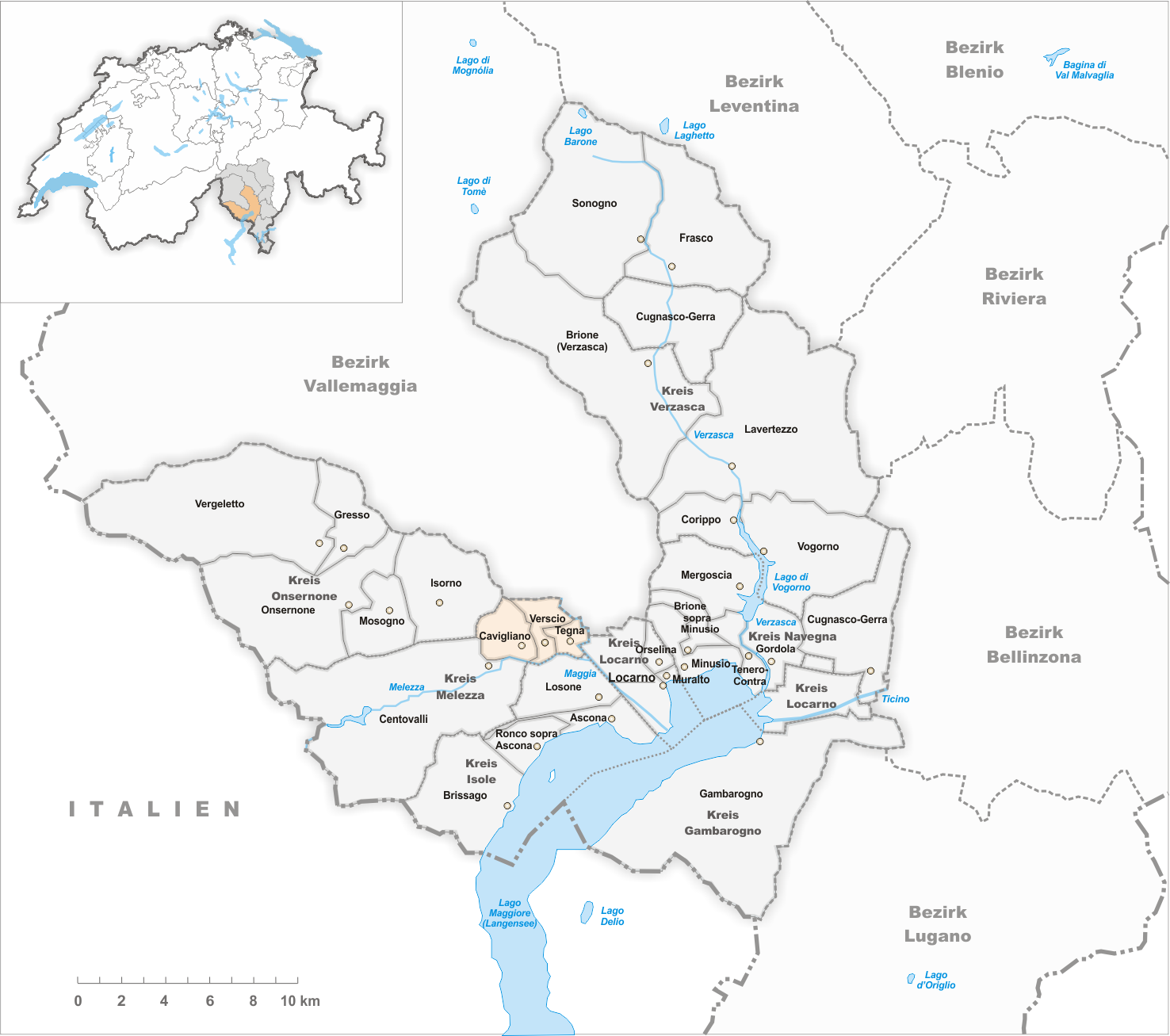
Comuni fino al 2013
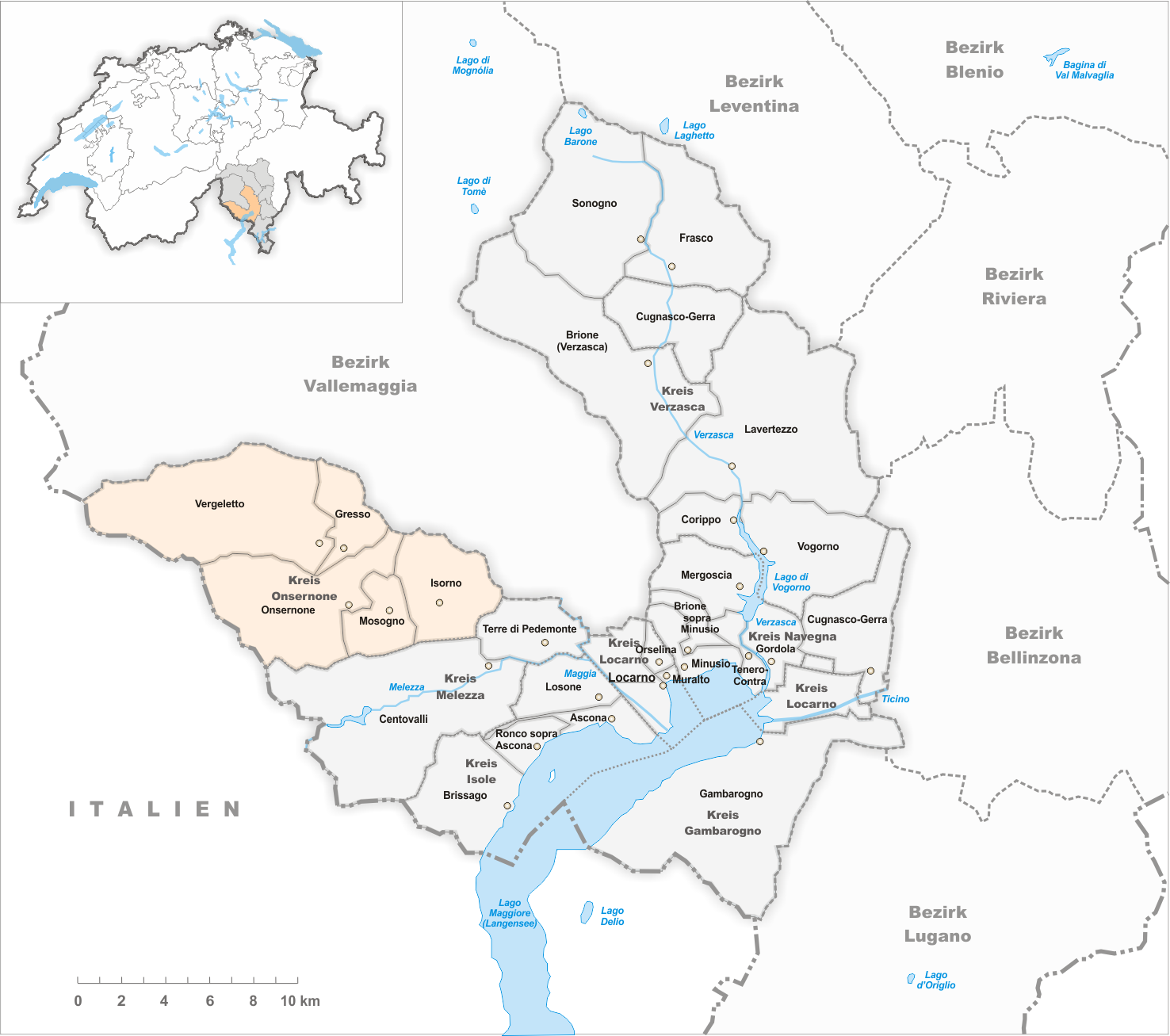
Comuni fino al 2016
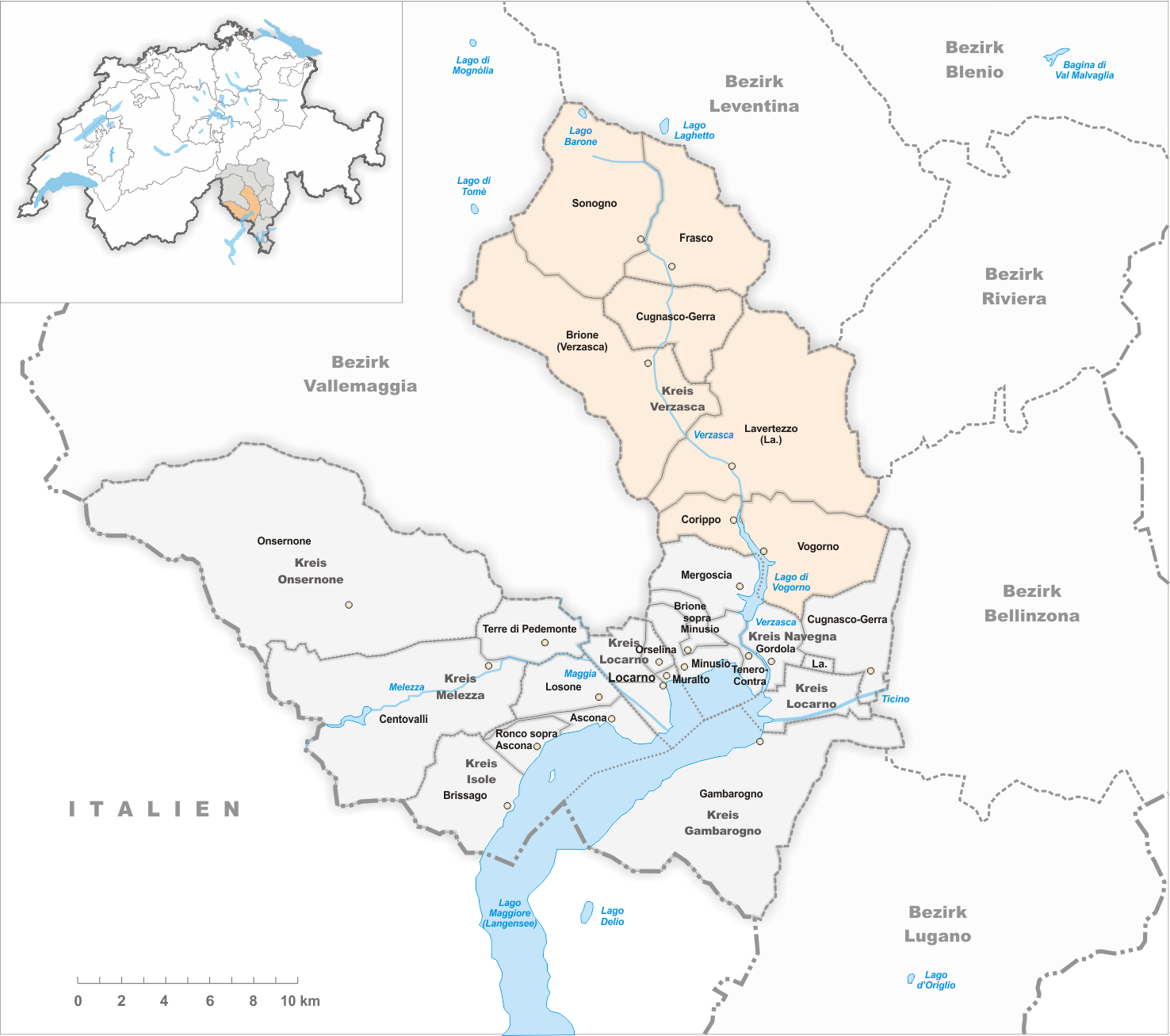
Comuni fino al 2020

- 19 maggio 1840: Tenero diventa capoluogo di circolo.
- 24 gennaio 1882: Gresso diventa comune autonomo.
- 9 giugno 1904: Tegna, Verscio e Cavigliano passano dal Circolo di Locarno al Circolo della Melezza. Losone passa dal Circolo della Melezza al Circolo delle Isole.
- 8 maggio 1928: Il comune di Solduno viene incorporato nella città di Locarno.
- 12 giugno 1929: Decreto che fonde i comuni di Casenzano e Vairano nel nuovo comune di San Nazzaro.
- 6 marzo 1972: Decreto che incorpora il comune di Rasa nel comune di Intragna.
- 27 giugno 1994: Decreto che fonde i comuni di Crana, Russo e Comologno nel nuovo comune di Onsernone.
- 29 gennaio 2001: Decreto che fonde i comuni di Auressio, Berzona e Loco nel nuovo comune di Isorno.
- 14 aprile 2013: Aggregazione nel nuovo comune di Terre di Pedemonte degli ex-comuni di Tegna, Cavigliano e Verscio con decreto governativo del 4 ottobre 2011.
- 10 aprile 2016: il comune di Onsernone incorpora gli ex-comuni di Gresso, Isorno, Mosogno e Vergeletto.